# Stegastes punctatus
Stegastes punctatus, thường được gọi là cá thia mõm cùn, là một loài cá biển thuộc chi Stegastes trong họ Cá thia. Loài này được mô tả lần đầu tiên vào năm 1825.

## Phân bố và môi trường sống
S. punctatus được phân bố rộng rãi ở Ấn Độ Dương - Thái Bình Dương, từ Biển Đỏ và vùng duyên hải Đông Phi, băng qua Sri Lanka và Ấn Độ đến tận quần đảo Line và quần đảo Society; phía bắc giới hạn đến quần đảo Ryukyu và quần đảo Ogasawara; phía nam đến New Caledonia, Tonga và trên khắp Micronesia. S. punctatus thường sống xung quanh các rạn san hô chết hoặc những bãi đá ngầm ở độ sâu khoảng 1 – 5 m.

## Mô tả
S. punctatus trưởng thành dài khoảng 12 cm. S. punctatus trưởng thành có màu nâu xám, gần như đen. Vảy lớn có viền đen, mỗi vảy có điểm một chấm màu xanh lam. Trán dốc. Hai bên đầu lốm đốm những chấm màu xanh lam. Mõm và môi đều có màu xám. Ngoại trừ vây ngực có màu vàng, các vây còn lại đều màu sẫm như thân.
Số ngạnh ở vây lưng: 13; Số vây tia mềm ở vây lưng: 14 - 16; Số ngạnh ở vây hậu môn: 2; Số vây tia mềm ở vây hậu môn: 12 - 14.
Thức ăn của S. punctatus là rong tảo bám trên các nhánh san hô chết. S. punctatus sinh sản theo cặp, trứng được bảo vệ bởi cá đực. S. punctatus có tính lãnh thổ cao, thường tấn công những loài cá xâm phạm lãnh địa của chúng, kể cả những người thợ lặn, nhất là trong thời gian sinh sản.